# Tajvan japán megszállása (1874)
Tajvan 1874. évi japán megszállását Japánban tajvani expedíciónak, Kínában és Tajvanon pedig mudani incidensnek hívják. Japán annak címén indított egyfajta büntetőexpedíciót a szigeten élő őslakos pajvanok ellen, mert azok 1871-ben 54 ryukyui halászt öltek meg a sziget délnyugati partjainál.
Az akció a modernizált Japán Császári Haditengerészet és Japán Császári Hadsereg első sikeres, külföldi bevetését jelentette, ami rámutatott a Kínában uralkodó Csing-dinasztia gyengeségeire. Ez későbbiekben ösztönözte is a japánokat célzott expanzió folytatására Kína és Korea felé, amely hetven évig tartott.
Brit közvetítéssel a kínai kormány beleegyezett a Japánnak történő kártérítés fizetésébe, de néhány kétértelmű megfogalmazás miatt a japánok később úgy érveltek, mintha a Csing-dinasztia lemondott volna szuverenitásáról a Ryukyu-szigetek felett, ami elvezetett a szigetek japán annektálásához 1879-ben.

## Előzmények
1871. decemberében egy 66 főnyi legénységből halászhajó Tajvan déli csücskén szenvedett hajótörést. A halászok Ryukyuból vetődtek ide és az őslakos pajvaniak elfogták őket. Közülük 54 embernek a helyszínen fejét vették, a maradék tizenkettők a hakkák (tajvani han kínaiak) mentették meg és Tajnanba szállították. Onnét a városi Csing tisztviselők Fucsienbe, a kontinentális Kínába szállíttatták őket, s a kínai kormány segítségével jutottak vissza hazájukba.

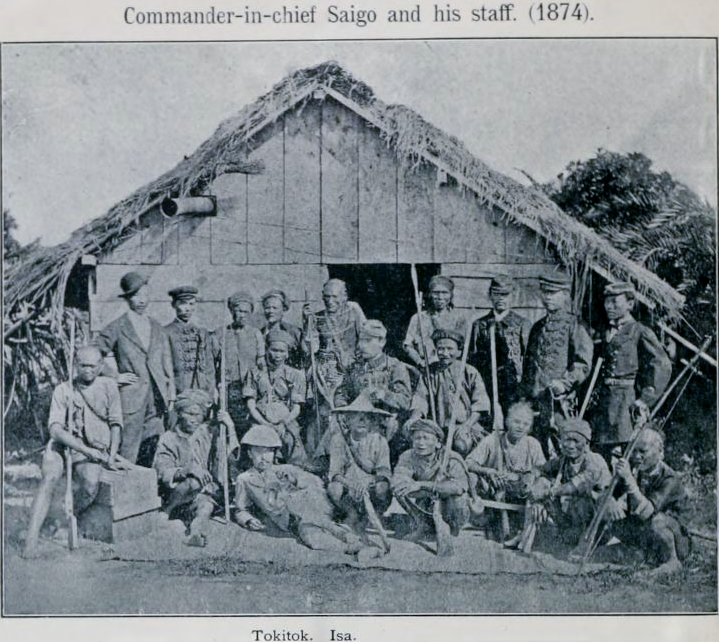
Japán katonatisztek közös fotón a szekalú törzs tagjaival Tajvanon.

### Japán követelések
Japán kártérítési igénnyel fordult a kínai kormány felé, de az elutasította a kérést, mondván, hogy a tajvani „vadakra” nem terjed ki a hatásköre. A japánok mindeztkésőbb úgy értelmezték, hogy szabad kezet kaptak a bűnösök felkutatására és megbüntetésére.
A Meidzsi-kormány követelte, hogy a kínaiak büntessék meg a vétkes pajvaniakat a gyilkosságokért. Taneomi Szoedzsima külügyminiszter 1873. januárjában Pekingbe utazott, ahol nagy tisztelettel fogadták és kivételes módon személyesen járulhatott Tung-cse császár elé. A császár ellenben továbbra is elutasította a kártérítési kérelmet: kifejtette, hogy Tajvan Fucsien kormányzójának hatáskörébe tartozik, így az ő belügye a kérdés megoldása, azonkívül hivatkoztak arra is, hogy a halászok a Ryukyu-szigetekről érkeztek, amely évszázadok óta kínai befolyás alatt állt. Ezzel szemben Taneomi miniszter állította, hogy az áldozatok közül négyen tényleg japán nemzetiségűek voltak, mert Okajama vidékéről és nem Ryukyuról származtak. A kínaiak ezzel szemben továbbra is hangsúlyozták, hogy az őslakosokat illetően nincs hatáskörük.
Az eredménytelen tárgyalások után Charles Le Gendre katonai és Gustave Boissonade jogi tanácsadó, akik Japánban teljesítettek szolgálatot, sürgették a Meidzsi-kormányt, hogy vegye saját kézbe az ügyet.
A katonai előkészületeket két amerikai tanácsadó közreműködésével tették meg: James R. Wasson és Douglas R. Cassel. Mindketten az amerikai polgárháború veteránjai voltak, előbbi a szárazföldi erőknél, utóbbi a haditengerészetnél szolgált. Mindkét tanácsadó Ohio államból származott. Az állam kongresszusi képviselője John Blingham, ki egyben békejogász is volt, Washingtonban tiltakozását fejezte ki jelenlétük miatt, tartva attól, hogy megsérthetik az amerikai semlegességet.

## Az expedíció
Május 6-án a japán expedíciós hadtest útra kelt. A katonákkal tartott maga Cassel és Wasson is. Május 15-én partot értek Tajvanon és felvették a kapcsolatot a déli törzsek vezetőjével, bizonyos Issza főnökkel. Issza biztosította az expedíciót, hogy nem volt köze a halászok lemészárlásához, s szabad kezet adott a japánoknak a gyilkosok felkutatására és megbüntetésére.
A törzsfőnök ezután vendégül látta a japán tiszteket és levágott nekik egy disznót, hogy vele lakomázhassanak. A japánok megmutatták a pajvaniaknak a seregükben rendszeresített Snider–Enfield típusú brit kézilőfegyvereket, amelyek messze hatékonyabbak voltak a helyiek legalább 200 éves kanócos puskáival szemben, amiket minden lövés után újra kellett tölteni a kilövőcsövön keresztül, töltőpálca segítségével. Wasson egy amerikai winchestert is megmutatott nekik. Mindkét lőfegyver hatékonysága és gyorsasága meglepte az őslakosokat.
Május 17-én száz japán katona indult el a szárazföld belsejébe a terep felderítése céljából. Útközben több, kisebb csoportra oszlottak, hogy a falvakat külön-külön vizsgálják meg. Noha elvileg baráti területen haladtak, a helyiek mégis megtámadták őket. Az összecsapásban egy katona súlyosan megsebesült és egy őrmester, bizonyos Szatszuma meghalt, akinek fejét az őslakosok trófea gyanánt levágták.

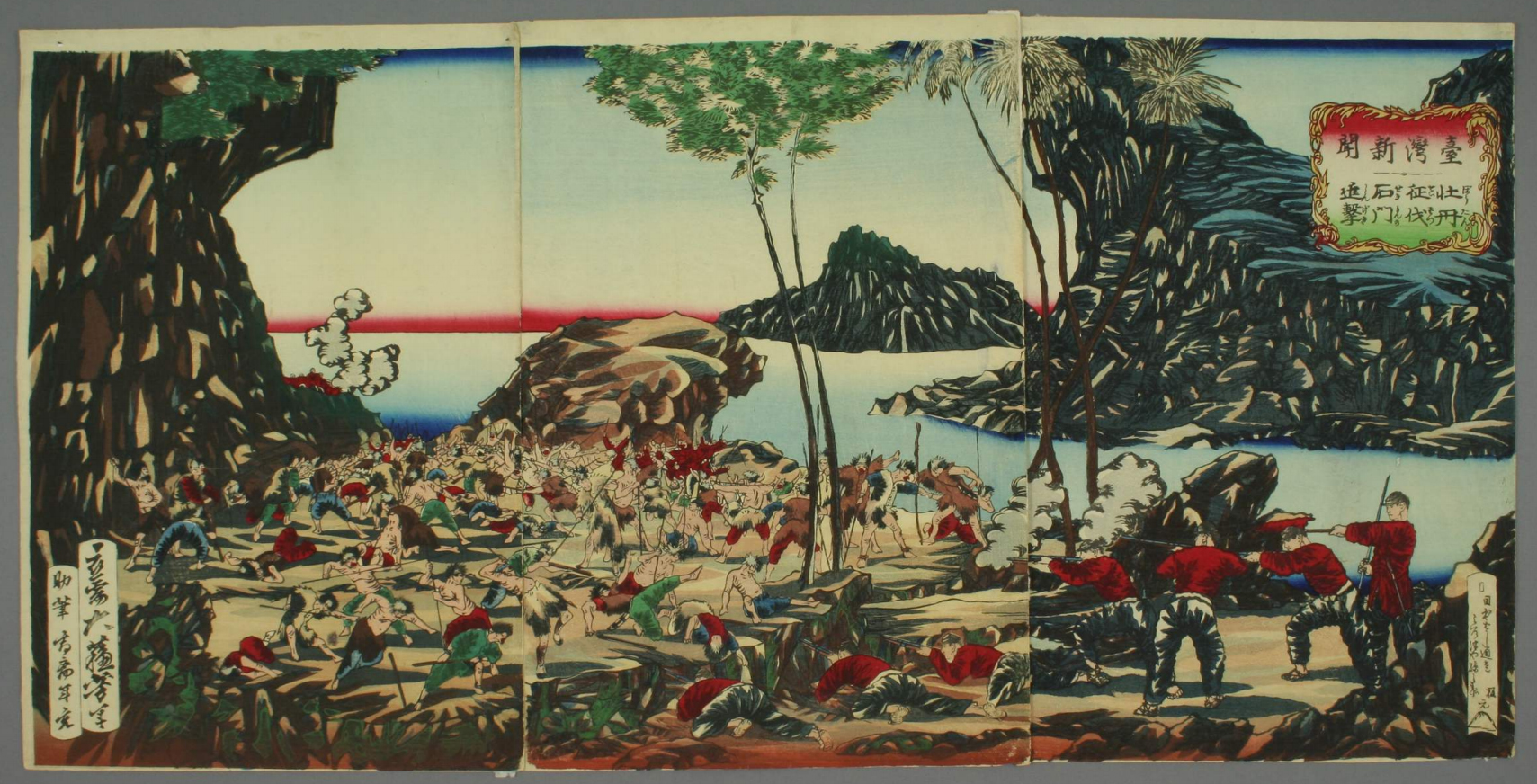
A japán expedíció összecsapása a tajvani őslakosokkal (japán festmény 1875-ből)

Május 18-án a Nissin nevű japán csatahajó a Kvaliang-öbölben vetett horgonyt. Innen egy kisebb hajót indítottak útnak a part felderítésére. Egy közeli, Koalut nevű faluból a pajvaniak puskatüzet zúdítottak a hajóra, de nem tettek komoly kárt benne. A támadás azonban felbőszítette a hajó parancsnokát, Norijosi Akamatszút, aki Koalut és a szomszédos Lingluan lerohanását fontolgatta, de végül letett a tervéről.
Május 21-én 12 fős osztagot küldtek ki Szatszuma őrmester halálának kivizsgálására. A csapatra mintegy 50 pajvani csapott le: a harcban két japán súlyosan megsebesült, egy pajvani meghalt. A japánok ezután egy 250 fős egységet küldtek a partra. Velük ment Wasson is, aki döbbenten tapasztalta, hogy egyes japán katonák, akik hátul meneteltek, parancs nélkül támadásba lendültek az őslakók ellen. A pajvaniak meghátráltak a japánok elől.
Május 22-én megérkezett Tajvanra az expedíció főereje Tszugumucsi Szajgó vezetésével. Egy része a csapatnak (150 ember) Szamata Szakuma ezredes vezetésével túlságosan is behatolt a szárazföld belsejébe és egy sziklás terepen, egy folyóban gázolva, nagy nehézségek közepette kellett vonulniuk. A pajvaniak csapdát állítottak a japánoknak és egy alkalmas pillanatban rajtuk ütöttek. A terep nehézségei miatt Szamata csak 30 embert tudott egyszerre bevetni, ezért végül visszavonulást rendelt el. Katonái ellenben a parancsot megtagadva agresszívan ellenálltak tovább az őslakók támadásainak. A harc még több mint egy óráig tartott, amikor is Szamata ezredesnek sikerült 20 katonát feljuttatnia egy szikla tetejére, ahol előnyös pozícióból lehetett célba venni a pajvaniakat. Ennek hatására az őslakosok visszavonultak. A harcban 16 pajvani esett el, köztük a vezetőjüknek, Tokakok törzsfőnöknek a fia. 14-en súlyosan megsebesültek, köztük maga a főnök is. Japán részről hatan estek el (köztük egy tiszt) és 30-an megsebesültek.
Júliusban malária ütötte fel a fejét a japán táborban, amely miatt 550 katona meghalt. Wasson és Cassel is megbetegedtek, de csak előbbi élte túl a betegséget. Cassel holttestét visszaszállították az államokba és Ohióban temették el.
1874. novemberében a japán erők kivonultak Tajvanról, miután a Csing-dinasztia beleegyezett több mint 18 tonnányi ezüst kifizetésébe kártérítés gyanánt. A két ország között az angolok közvetítettek. Sir Harry Smith Parkes brit miniszter úgy jellemezte, hogy Kína úgymond „fizetett” Japánnak Tajvan megszállásáért.

## Következmények

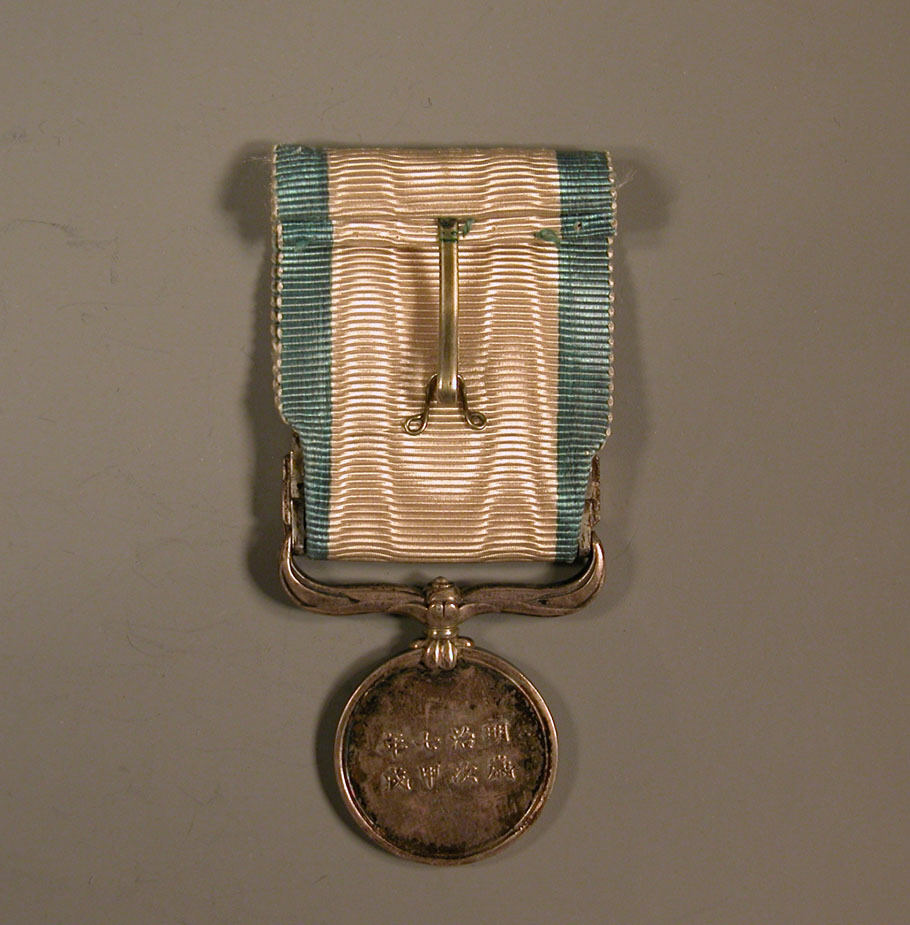
A formosai (tajvani) expedícióban való részvételért kiosztott japán katonai kitüntetés

A japán expedíció kínosan érintette a kínaiakat, amiért saját területükön nem voltak képesek maguk rendet tenni. 1875-ben a Csing hatóságok is expedíciót indítottak Tajvan déli felére, hogy megtörjék a pajvaniakat és ellenőrzésük alá vonják a területet. Az akció katasztrófával végződött: a 300 fős kínai expedíció zömét a pajvaniak lemészárolták és csak 50 ember menekült meg élve.
Japán célja az expedícióval csak látszólag volt a halászokat megölő őslakosok megbüntetése. Az expedícióval kipróbálhatták, hogy a modernizált japán haderő milyen teljesítményre képes az anyaországon kívül. Felmérhették továbbá a Csingek hatalmát a tengeren, s a kínaiak tétovasága csak olaj volt a tűzre, hogy a birodalom még egy hozzá elég közel eső szigetet sem tud uralni megfelelően, nemhogy a távolabbi Ryukyu-szigeteket, amelyek a japán partokhoz feküdtek közelebb.
Az 1874-es japán-kínai megállapodás, amely a „civilek védelméről” szólt japán értelmezésben azt jelentette, hogy Kína lemond a Rykyu-szigetekről. 1879-ben Nagy-Britannia is jóváhagyta a japán követeléseket Ryukyut illetően, amit Kína nem ismert el. A japánok megszállták a Rjúkjúi Királyságot, az ottani uralkodót Japánba internálták és államát teljesen feloszlatták, japán prefektúrák alá rendelve. Kína amerikai közvetítést próbált igénybe venni, mire a japánok felajánlották a szigetek felosztását. Kína ezt sem fogadta el, de a birodalom annyira gyenge volt, hogy gyakorlatilag nem tudott tenni semmit a szigetek annexiója ellen.
Bizonyos japán körök Tajvant már ebben az időben potenciális gyarmati jelöltként emlegették, de a kormányt jobban érdekelte a Korea és a szárazföldi Kína felé való terjeszkedés. Az első kínai–japán háborúban, amely 1894-től 1895-ig tartott a japánok súlyos és megszégyenítő vereséget mértek a hanyatló Csing-dinasztiára, megszüntetve ezzel a Korea feletti kínai befolyást. Bár az előzetes japán tervekben nem szerepelt, de a simonoszeki békében Kína Tajvanról is lemondott (azért, hogy a stratégiai fontosságú Liaotung-félszigetet visszakapja, mely döntésben szerepe volt a Japánra féltékeny nyugati hatalmaknak is). Ezután Japán sereget küldött a szigetre, de a hakkák és az őslakosság heves ellenállásai miatt csak hónapokig tartó harc árán sikerült Tajvant birtokba venni, ahol még évekig fegyveres incidensekre került sor.